# Cactoideae
Cactoideae is een onderfamilie van de cactusfamilie (Cactaceae). De onderfamilie telt elf geslachtengroepen.

## Geslachtengroepen
- Browningieae Buxb.
  - Armatocereus Backeb.
  - Brachycereus Britton & Rose
  - Browningia Britton & Rose
  - Jasminocereus Britton & Rose
  - Neoraimondia Britton & Rose
  - Stetsonia Britton & Rose
- Cacteae Rchb.
  - Acharagma (N.P.Taylor) Glass
  - Ariocarpus Scheidw.
  - Astrophytum Lem.
  - Aztekium Boed.
  - Coryphantha (Engelm.) Lem.
  - Echinocactus Link & Otto
  - Echinomastus Britt. & Rose
  - Epithelantha F.A.C.Weber ex Britton & Rose
  - Escobaria Britton & Rose
  - Ferocactus Britton & Rose
  - Geohintonia Glass & Fitz Maurice
  - Leuchtenbergia Hooker
  - Lophophora J.M.Coulter
  - Mammillaria Haw.
  - Mammilloydia Buxb.
  - Neolloydia Britton & Rose
  - Obregonia Frič
  - Ortegocactus Alexander
  - Pediocactus Britton & Rose
  - Pelecyphora C.Ehrenb
  - Sclerocactus Britton & Rose
  - Stenocactus (K.Schum.) A.Berger
  - Strombocactus Britton & Rose
  - Thelocactus (K.Schum.) Britton & Rose
  - Turbinicarpus (Backeb.) Buxb. & Backeb.
- Calymmantheae R.S.Wallace
  - Calymmanthium F.Ritter
- Cereeae Salm-Dyck
  - Arrojadoa Britton & Rose
  - Brasilicereus Backeb.
  - Cereus Mill.
  - Cipocereus F.Ritter
  - Coleocephalocereus Backeb.
  - Melocactus Link & Otto
  - Micranthocereus Backeb.
  - Pierrebraunia Esteves
  - Pilosocereus Byles & G.D.Rowley
  - Praecereus Buxb.
  - Stephanocereus A.Berger
  - Uebelmannia Buining
- Hylocereeae Buxb.
  - Disocactus Lindl.
  - Epiphyllum Haw.
  - Hylocereus (A.Berger) Britton & Rose
  - Pseudorhipsalis Britton & Rose
  - Selenicereus (A.Berger) Britton & Rose
  - Weberocereus Britton & Rose
- Notocacteae Buxb.
  - Austrocactus Britton & Rose
  - Blossfeldia Werderm.
  - Cintia Kníže & Říha
  - Corryocactus Britton & Rose
  - Copiapoa Britton & Rose
  - Eriosyce Phil.
  - Eulychnia Phil.
  - Frailea Britton & Rose
  - Neowerdermannia Frič
  - Parodia Speg.
  - Yavia R.Kiesling & Piltz
- Pachycereeae Buxb.
  - Acanthocereus (Engelm. ex A.Berger) Britton & Rose
  - Bergerocactus Britton & Rose
  - Carnegiea Britton & Rose
  - Cephalocereus Pfeiff.
  - Dendrocereus Britton & Rose
  - Echinocereus Engelm.
  - Escontria Rose
  - Isolatocereus Backeb.
  - Leptocereus (A.Berger) Britton & Rose
  - Myrtillocactus Console
  - Neobuxbaumia Backeb.
  - Pachycereus (A.Berger) Britton & Rose
  - Peniocereus (A.Berger) Britton & Rose
  - Polaskia Backeb.
  - Pseudoacanthocereus F.Ritter
  - Stenocereus (A.Berger) Riccob.
- Rhipsalideae DC.
  - Hatiora Britton & Rose
  - Lepismium Pfeiff.
  - Rhipsalis Gaertn.
  - Schlumbergera Lem.
- Trichocereeae Buxb.
  - Acanthocalycium Backeb.
  - Arthrocereus A.Berger
  - Cephalocleistocactus F.Ritter
  - Cleistocactus Lem.
  - Denmoza Britton & Rose
  - Discocactus Pfeiff.
  - Echinopsis Zucc.
  - Espostoa Britton & Rose
  - Espostoopsis Buxb.
  - Facheiroa Britton & Rose
  - Gymnocalycium Pfeiff. ex Mittler
  - Haageocereus Backeb.
  - Harrisia Britton
  - Lasiocereus F.Ritter
  - Leocereus Britton & Rose
  - Matucana Britton & Rose
  - Mila Britton & Rose
  - Oreocereus (A.Berger) Riccob.
  - Oroya Britton & Rose
  - Pygmaeocereus H.Johnson & Backeb.
  - Rauhocereus Backeb.
  - Rebutia K.Schum.
  - Samaipaticereus Cárdenas
  - Sulcorebutia Backeb.
  - Weberbauerocereus Backeb.
  - Weingartia Werderm.
  - Yungasocereus F.Ritter